# マールバラ (戦列艦・2代)
|          | |
| 艦歴     | |
| 発注:    | 1763年6月3日 |
| 建造:    | デットフォード工廠 |
| 進水:    | 1767年8月26日 |
| その後:  | 1800年難破 |
| 性能諸元 | |
| クラス:  | ラミリーズ級戦列艦 |
| 全長:    | 砲列甲板：168ft 6in (51.4m) 竜骨：38ft 3⅜in（42.1m）                                                                         |
| 全幅:    | 46ft 9in（14.2m） |
| 喫水:    | 19ft 9in (6.0m) |
| 機関:    | 帆走（3本マストシップ） |
| 兵装:    | 74門： 下砲列：32ポンド（15kg）砲28門 上砲列：18ポンド（8kg）砲28門 後甲板：9ポンド（4kg）砲14門 船首楼：9ポンド（4kg）砲4門 |

マールバラ（HMS Marlborough）は1767年8月26日にデットフォード工廠で進水したラミリーズ級74門3等戦列艦。

## 参加海戦
- サン・ビセンテ岬の月光の海戦
- セインツの海戦
- 栄光の6月1日

## フィクションへの登場
- C・S・フォレスターのホーンブロワーシリーズ第3巻「砲艦ホットスパー」